# Euphranta nigrescens
Euphranta nigrescens
 es una especie de insecto del género Euphranta de la familia Tephritidae del orden Diptera. 
Zia la describió científicamente por primera vez en el año 1937.